# Bathanatos
Bathanatos was een Keltische koning in Thracië die heerste over de Scordisci. In het begin van de 3e eeuw v.Chr. trokken Keltische stammen vanuit de Donauvallei Macedonië en Griekenland binnen. In 279 v.Chr. plunderden zij Delphi, maar na een nederlaag splitsten zij zich op. Een deel keerde onder leiding van Bathanatos langs de Donau weer terug en vestigde zich rond de samenvloeiing van de Donau en de Sava.